# Ella Balaert
Ella Balaert (Avranches, 1959) es una novelista, cuentista y dramaturga francesa contemporánea.

## Biografía
Ella Balaert creció en Normandia  más tarde estudió en Paris y luego en la École Normale Supérieure de Fontenay-aux-Roses y aprobó la Agrégation de Lettres. Trabajó como comunicadora, docente en redacción institucional antes de dedicarse por completo a la escritura. A menudo dirige talleres de escritura, es responsable de un Taller de Escritura Creativa en la Sorbonne Nouvelle  de París III, así como de un Curso de Biografías para escritoras y escritores públicos. También formó parte del consejo editorial de la revista Cargo entre 1990 y 1992, junto a Raymond Bozier y Catherine Cazalé.Desde 2020 es administradora del SGDL, Secretaria General Adjunta. Ha publicado novelas, colecciones de cuentos, poemas, libros infantiles, obras de teatro y artículos de critica literaria y académica.

## Obras seleccionadas

### Novelas
- 2022:  El contrato, Ediciones Mujer
- 2018:  Pequeño botón de nácar, Cours toujours Editions, colección La vida soñada de las cosasISBN 978-2954636283
- 2018: Cuídala, Ediciones MujerISBN 9782721006806
- 2016 : Colocación gratuita, Ediciones para mujeresISBN 978-2721006592
- 2012 : George Sand en Nohant : dramas y mimedramas, Belin ,ISBN 978-2-7011-5982-9[4]
- 2012: Pseudo, miriápodoISBN 978-2359450170
- 2010 : Sylvain, entintadoISBN 2911576985
- 2007 : Canaille blues, Hors CommerceISBN 978-2915286663
- 2007 : Los Biclounes de Argilière (coautor Roger Wallet ), Mons ad ThéramISBN 978-2-9529439-0-1
- 2004 : María pirata, Zulma, 2001, reeditado por Zulma-pocheISBN 2843042747

### Colecciones de cuentos cortos
- 2020: Peces de colores y otras bestias igualmente feroces, Ediciones para mujeres ,ISBN 9782721007230
- 2002: Último grito, de Surtis,ISBN 2-84672-021-5
- 1997:  Sir Thomson, El cardo azul,ISBN 2-86833-212-9

Ella Balaert ha publicado una cincuentena de cuentos en revistas literarias y ha participado en numerosas obras colectivas, entre ellas Des nouvelles de l'amitié Éditions Terres de l'Ouest, 2021, Restes d'enfance, publicado por la asociación Vrac, 2020, Poètes, vos papiers ! Editions des Femmes 2017, Picardía, Autorretratos, publicado por el Centro Internacional Julio Verne ...

### Teatro y textos dramatizados
- 2017: El andamiaje, Ediciones teatrales del Gran Suroeste, ISBN 978-2918880325, pieza creada por la Compagnie L'âme d'un sot.

Textos teatrales:
- 2021 :Extractos de la novela Placement libre están incluidos en el espectáculo coreografiado Placement libre de COLLECTIF A/R.[7]
- 2013: La pirata Mary, de la Compañía Bluefoot.[8]
- 2005: La carta rota, de la Biblioteca de San Bartolomé de Anjou.

Noticias dramatizadas en el marco de la colaboración Théâtre clin d'œil / Tu sais la Nouvelle:
- 2012, 2013: El juego de las llaves, de Olivier Courtemanche.[9]
- 2011, 2012 : Aquí yace, de Aline Dubromel.
- 2010:  7:26 a.m., por Aline Dubromel.
- 2005: La décima vela, de Géraldine Godemer.
- 2004: Queridos soldaditos, de Géraldine Godemer.y 2013, de Brigitte Chemin.
- 2003: El último llanto, de Krista Fromet.

### Literatura infantil
- 2010: El pan de la libertad, Corriente del GolfoISBN 978-2-35488-059-0
- 2009 : Velas de la Libertad, Corriente del GolfoISBN 978-2354880316
- 2007: Cuando tengas 17 años, Rageot, [nueva edición en 2013]ISBN 9782700245226
- 2003 : Las pasiones de Johan, LitoISBN 978-2244458151
- 2001: Pianissimo, Violet!, FlammarionISBN 978-2081602823
- 2001: ¿Pero quién es Marco Polo?, BastbergISBN 978-2-91-399063-0
- 2000: Beso de buenas noches, beso extraño, Soc et FocISBN 978-2912360144
- 1998: Castañeta, FlammarionISBN 978-2081606210
- 1997, nueva edición 2021: La carta rota, FlammarionISBN 9782080261670

### Creación web
Desde 2014, Ella Balaert gestiona el e-musée de l'objet, un museo digital colaborativo que preserva la memoria de objetos íntimos y cotidianos  entre los colaboradores se incluyen las autoras Catherine Benhamou, Muriel Bloch, Marie Causse, Annie Degroote, Catherine École-Boivin, Marie-Florence Ehret, Emmanuelle Favier, Françoise Grard, Françoise Henry, Marilyse Leroux, Gaëlle Pingault, Marie Sellier, Carole Zalberg ... y autores como Yahia Belaskri, Benoît Broyart, Marc Bruimaud, Stéphane Batigne, Alain Emery, Jean-Paul Galibert, Alain Kewes, Mathias Lair, Eric Sarner, Dominique Sampiero ...).
En 2016, publicó en su blog Fictions de rue, una serie de textos breves diseñados para la web inspirados en obras de arte callejero parisino.

## Premios y reconocimientos
- 2021: Premio Boccace por la colección de cuentos sobre Peces de colores y otras bestias igualmente feroces.[12]
- 2019 y 2020: Premio ADAN  y Premio Soroptimista de Béthune, por Petit bouton de nacre.[13][14]
- 2018:Cuídenla en la selección del Premio Louis Guilloux.[15]
- 2012: La Carta Rasgada está incluida en la lista de obras recomendadas para secundaria por la DGESCO (Ministerio de Educación Nacional).
- 2008: Finalista del Premio Literario Cezam Inter CE  por Canaille Blues.[16]
- 2001: Premio de Picardie y Premio del Grésivaudan para Mary Pirate.
- 1991: Primer premio de los lectores en el concurso Evry-Nouvelles por "L'Urne" (revista Nyx ), primer cuento publicado.